# Pseudothyridium bouchardi
Pseudothyridium bouchardi är en skalbaggsart som beskrevs av Soula 2002. Pseudothyridium bouchardi ingår i släktet Pseudothyridium och familjen Rutelidae. Inga underarter finns listade i Catalogue of Life.